# Braintree
Braintree er en by i Braintree-distriktet, Essex, England, med et indbyggertal (pr. 2015) på 42.995. Distriktet har et befolkningstal på 150.999 (pr. 2015). Byen ligger 60 km fra London. Den nævnes i Domesday Book fra 1086, hvor den kaldes Branchetreu.